# اللسك (جعلان بني بو حسن)
اللسك منطقة سكنية تقع في ولاية جعلان بني بو حسن، التابعة لمحافظة جنوب الشرقية في سلطنة عمان. يقدر عدد سكانها بـ 198 نسمة حسب إحصاء عام 2010 التابع للمركز الوطني للإحصاء والمعلومات الحكومي. رمز المنطقة هو 80331020.

## الوصلات الخارجية
- المركز الوطني للإحصاء والمعلومات، سلطنة عمان